# Кобра (фільм, 1925)
Кобра (англ. Cobra) — американська мелодрама режисера Джозефа Енабері 1925 року.

## Сюжет
Валентіно грає графа Родріго Торріані, італійського дворянина. Привабливий вільнодумець, його слабкість — жінки — «Кобри», згадані в назві фільму.
Родріго приймає запрошення від свого друга Джека Дорнінга приїхати в Нью-Йорк, щоб працювати експертом з антикваріату. Родріго відчайдушно хоче зустрічатися з Марією. Проте, після того, як Еліс помирає, він привертає увагу Марії до Джека і вирішує покинути Нью-Йорк. Фільм закінчується тим, що Родріго, дивлячись на море і Статую Свободи, пливе назад до Європи.

## У ролях
- Рудольф Валентіно — граф Родріго Торріані
- Ніта Нальді — Еліс Ван Зіл
- Кассон Фергюсон — Джек Дорнінг
- Гертруда Олмстед — Марі Дрейк
- Гектор Сарно — Вітторіо Мінарді
- Ейлін Персі — Софі Біннер
- Лілліен Ленгдон — місіс Хантінгтон Палмер
- Генрі А. Берроус — Генрі Медісон
- Роза Розанова — Марі